# Applicatiearchitectuur
De applicatiearchitectuur beschrijft de samenhang van applicaties en informatiesystemen binnen een organisatie. Het is een modelmatige beschrijving van het applicatielandschap, de daadwerkelijk in productie zijnde systemen.
De applicatiearchitectuur is een onderdeel van de enterprisearchitectuur. De applicatiearchitectuur is een verdere uitwerking van de informatiearchitectuur.

## Inhoud
De applicatiearchitectuur wordt bepaald door middel van de vertaling van de 'functies' en services in de businessarchitectuur naar applicaties. De applicaties kunnen verder opgedeeld worden in functionele componenten (building blocks), die mogelijk herbruikbaar zijn. De applicatiearchitectuur kan zowel de functionele (bedrijfsfunctionaliteit zoals orderbeheer, betalen, enz) als niet functionele behoeften beschrijven (eisen op het gebied van bijvoorbeeld beveiliging, performance, enz.).
Voorbeelden van artefacten in de applicatiearchitectuur zijn: contextdiagrammen, usecase-diagrammen, etc.
Deze begrippen komen onder meer voor in:
- de logische applicatiearchitectuur, de LAA. De LAA beschrijft het wat, zoals de componenten en de samenhang ertussen
- de technische applicatiearchitectuur, de TAA. De TAA beschrijft het hoe, ofwel de bouwblokken en de integratie met andere componenten.

Het geheel van applicaties heet ook wel het applicatielandschap.
De term softwarearchitectuur wordt ook wel gebruikt als synoniem voor de applicatiearchitectuur, maar een applicatiearchitectuur is niet hetzelfde als een softwarearchitectuur. Waar een applicatiearchitectuur de samenhang tussen verschillende applicaties en informatiesystemen beschouwt, beschrijft de softwarearchitectuur het ontwerp van een enkele applicatie.

### Methoden
- DYA
- ArchiMate architectuurbeschrijvingstaal

### Voorbeeld architecturen
- Client-serverarchitectuur
- Peer-to-peerarchitectuur
- Event-drivenarchitectuur
- Multi-tierarchitectuur
- Service-oriëntatie
- Gedistribueerde omgevingen
- Webgebaseerde omgevingen

Bekende applicatieframeworks zijn:
- .NET
- J2EE

## SOA
Wanneer binnen een organisatie de informatievoorziening wordt ondersteund met behulp van een service-oriented architecture (SOA), dan wordt niet gesproken van een applicatiearchitectuur, maar van een servicearchitectuur.